# 웨스트밴쿠버

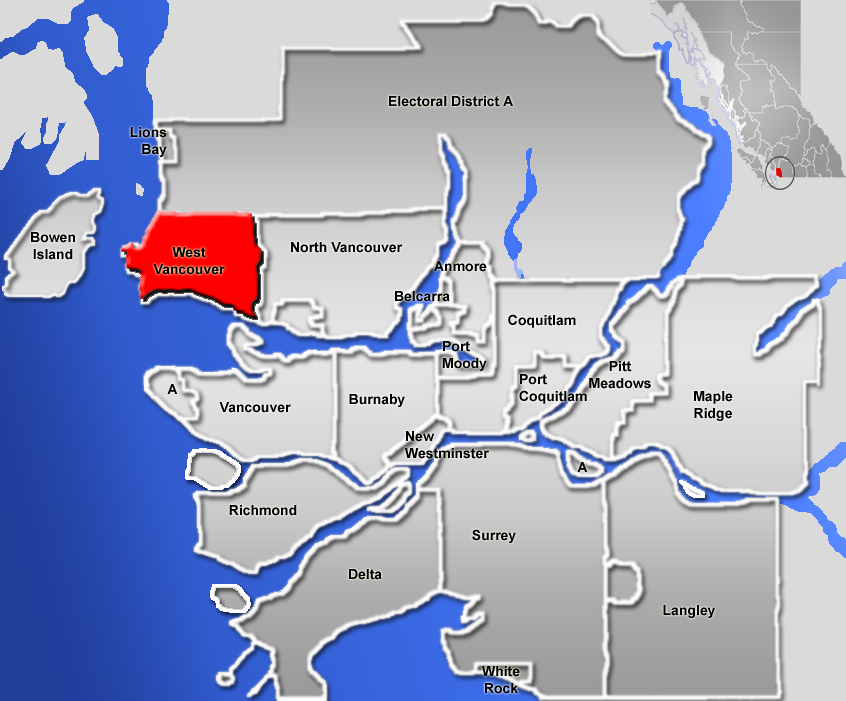
웨스트 밴쿠버의 위치

웨스트 밴쿠버(West Vancouver)는 밴쿠버 북쪽에 위치한 도시이다. 이 도시는 광역 밴쿠버에 속한다. 인구는 2001년 기준으로 41,425명이다.

## 산
사이프레스 마운틴은 웨스트 밴쿠버에 있다. 이 산에는 스키장이 있다.

## 학교
공립 중학교가 3개있다. 사립 중학교도 2개가 있다. 캐나다에서 교육수준이 높은 곳이다. 밴쿠버지역 최고의 부촌이다.